# Alberta Hunter
Alberta Hunter (n. 1 aprilie 1895, Memphis, Tennessee, SUA – d. 17 octombrie 1984, New York City, New York, SUA) a fost o cântăreață și compozitoare americană de jazz și blues de la începutul anilor 1920 până la sfârșitul anilor 1950. După douăzeci de ani de muncă ca asistentă, Hunter și-a reluat cariera de cântăreață în 1977. 

## Viața timpurie
Hunter s-a născut în Memphis, Tennessee, mama ei fiind Laura Peterson, care lucra ca servitoare într-un bordel din Memphis, iar tatăl, Charles Hunter, un însoțitor feroviar⁠(d).
Hunter a spus că nu și-a cunoscut niciodată tatăl. Ea a urmat Școala Generală Grant, lângă Auction Street, pe care a numit-o Auction School, în Memphis. A urmat școala până la vârsta de 15 ani. 
Hunter a avut o copilărie dificilă. Tatăl ei a plecat când ea era mică, iar pentru a întreține familia, mama ei a lucrat ca servitoare într-un bordel din Memphis, deși s-a căsătorit din nou în 1906. Hunter nu a fost fericită cu noua ei familie și a plecat la Chicago, Illinois, în jurul vârstei de 11 ani, în speranța de a deveni o cântăreață plătită; auzise că plata era de 10 dolari pe săptămână. În loc să-și găsească un loc de muncă ca și cântăreață, a trebuit să câștige bani lucrând la o pensiune care plătea șase dolari pe săptămână, precum și cazare și masă. Mama lui Hunter a părăsit Memphis și s-a mutat cu ea la scurt timp după aceea. 

## Cariera

### Primii ani: anii 1910–1940 [ editare ]
Hunter și-a început cariera de cântăreață într-un bordel și s-a mutat curând în cluburi care atrăgeau bărbații, albi și negri deopotrivă. Până în 1914, ea a primit lecții de la un pianist de jazz proeminent, Tony Jackson, care a ajutat-o să-și extindă repertoriul și să-și compună propriile cântece. 
Era încă la începutul adolescenței când s-a stabilit în Chicago. O parte din cariera ei timpurie a fost petrecută cântând la Dago Frank, un bordel. Apoi a cântat la salonul lui Hugh Hoskin și, în cele din urmă, în multe baruri din Chicago.
Una dintre primele ei experiențe notabile ca artistă a fost la Panama Club, un club deținut de albi, cu o clientelă doar albă, care avea un lanț în Chicago, New York și alte orașe mari. Primul act artistic al lui Hunter a fost într-o cameră de la etaj, departe de evenimentul principal; astfel, ea a început să se dezvolte ca artistă în fața unei mulțimi de cabaret. „Mulțimea nu stătea jos. Urcau sus să ne audă cântând blues. Acolo stăteam și inventam versuri și cântam pe măsură ce mergeam.” Mulți susțin că farmecul ei s-a bazat pe darul ei de a improviza versuri pentru a satisface publicul. A dat marea ei lovitură când a fost rezervată la Dreamland Cafe, cântând cu King Oliver și trupa sa. La începutul anului 1923, ea a sugerat ca Columbia Records să înregistreze trupa lui Oliver, dar când ea nu a fost disponibilă să înregistreze cu ei, Columbia a refuzat. 
Ea curăța cartofi ziua și urmărea proprietarii de club noaptea, hotărâtă să obțină o slujbă ca și cântăreață. Persistența ei a dat roade, iar Hunter a început să urce de la una dintre cele mai înjositoare slujbe la o poziție de cap de afiș la cel mai prestigios loc pentru animatori de culoare, sala de bal Dreamland. Ea a avut o înțelegere de cinci ani cu Dreamland, începând cu 1917, iar salariul ei a crescut la 35 de dolari pe săptămână. 
Ea a făcut pentru prima dată un turneu în Europa în 1917, cântând la Paris și Londra. Europenii au tratat-o ca pe o artistă, arătându-i respect și chiar reverență, ceea ce a făcut o mare impresie asupra ei. 
Cariera ei de cântăreață și compozitoare a înflorit în anii 1920 și 1930, iar ea a apărut în cluburi și pe scenă în musicaluri atât la New York, cât și la Londra. Cântecele pe care le-a scris includ apreciata critică „Downhearted Blues” (1922). 
Ea a înregistrat mai multe discuri cu Perry Bradford⁠(d) din 1922 până în 1927.
Hunter a înregistrat prolific în anii 1920, începând cu sesiunile pentru Black Swan în 1921, Paramount în 1922–1924, Gennett în 1924, OKeh în 1925–1926, Victor în 1927 și Columbia în 1929. În timp ce lucra încă pentru Paramount a înregistrat și pentru Harmograph Records sub pseudonimul May Alix. 
Hunter a scris „Downhearted Blues” cu Lovie Austin și a înregistrat piesa pentru Ink Williams la Paramount Records⁠(d). Ea a primit doar 368 de dolari drept redevențe. Williams vânduse în secret drepturile de înregistrare către Columbia Records, într-o afacere prin care i-au fost plătite toate redevențele. Piesa a devenit un mare succes pentru Columbia, cu Bessie Smith ca vocalist. Acest disc a vândut aproape 1 milion de exemplare. Hunter a aflat ce făcuse Williams și a încetat să înregistreze pentru el. În 1928, Hunter a jucat rolul Queenie alături de Paul Robeson în prima producție londoneze Show Boat laDrury Lane. Ulterior, a cântat în cluburi de noapte din toată Europa și a apărut pentru sezonul de iarnă 1934 cu orchestra societății lui Jack Jackson la Dorchester, la Londra. Una dintre înregistrările ei cu Jackson este „Miss Otis Regrets”. 
În timp ce se afla la Dorchester, ea a făcut mai multe înregistrări HMV cu orchestra și a apărut în Radio Parade of 1935 (1934), primul film de teatru britanic care a prezentat scurta durată Dufaycolor, dar doar segmentul lui Hunter a fost color. Ea și-a petrecut sfârșitul anilor 1930 îndeplinind angajamente pe ambele maluri ale Atlanticului și începutul anilor 1940 cântând acasă.
Hunter s-a mutat în cele din urmă la New York. A cântat cu Bricktop și a înregistrat cu Louis Armstrong și Sidney Bechet. Cu un cor de duet vocal între Clarence Todd și ea însăși, „Cake Walking Babies (From Home)”, cu Bechet și Armstrong, a fost un alt hituri ale lui Hunter înregistrat în decembrie 1924, în timpul petrecut în New York. Ea a continuat să cânte pe ambele maluri ale Atlanticului și ca șef al primului spectacol de negru al USO, până la moartea mamei ei.
În 1944, ea a dus o trupă USO⁠(d) la Casablanca și a continuat să distreze trupe în ambele teatre de război pe durata celui de-al Doilea Război Mondial și în perioada postbelică timpurie. În anii 1950, a condus trupe USO în Coreea, dar moartea mamei sale în 1957 a determinat-o să caute o schimbare radicală în carieră.

### Pensionare: sfârșitul anilor 1950-1970
Hunter a spus că, atunci când mama ei a murit în 1957, pentru că fuseseră partenere și erau atât de apropiate, pentru ea s-a încheiat atracția de a cânta. Ea și-a redus vârsta, a „inventat” o diplomă de liceu și s-a înscris la școala de asistență medicală, pornind într-o carieră în domeniul sănătății, în care a lucrat timp de 20 de ani la Spitalul Goldwater Memorial din Roosevelt Island. 
Spitalul a forțat-o pe Hunter să se pensioneze pentru că credea că avea 70 de ani. Hunter – care avea de fapt 82 de ani – a decis să se întoarcă la cântat.  Ea făcuse deja o scurtă întoarcere cântând pe două albume la începutul anilor 1960, dar acum avea un angajament regulat la un club din Greenwich Village, devenind acolo o atracție până la moartea ei, în octombrie 1984.

### Revenire: anii 1970–1980
Hunter încă lucra la Goldwater Memorial Hospital în 1961, când a fost convinsă să participe la două sesiuni de înregistrare. În 1971, a fost filmată pentru un segment dintr-un program de televiziune danez și a înregistrat un interviu pentru Instituția Smithsonian. 
În vara lui 1976, Hunter a participat la o petrecere pentru prietena ei de lungă durată Mabel Mercer, găzduită de Bobby Short; Agentul de relații publice muzicale Charles Bourgeois i-a cerut lui Hunter să cânte și a pus-o în legătură cu proprietarul Cafe Society, Barney Josephson. Josephson i-a oferit lui Hunter un angajament limitat la clubul său din Greenwich Village, The Cookery. Apariția ei de două săptămâni acolo a avut un succes uriaș, transformându-se într-un angajament de șase ani și o renaștere a carierei sale în muzică. 
Impresionat de atenția pe care i-a acordat-o presă, John Hammond a făcut-o pe Hunter să semneze la Columbia Records. Anterior nu arătase interes pentru Hunter, dar fusese un apropiat al lui Barney Josephson cu zeci de ani în urmă, când acesta din urmă conducea cluburile Café Society Uptown și Downtown. Albumele ei Columbia, The Glory of Alberta Hunter, Amtrak Blues (pe care a cântat clasicul jazz „Darktown Strutters' Ball”) și Look For the Silver Lining, nu s-au vândut așa de bine cum se aștepta, dar vânzările au fost totuși sănătoase. Au existat, de asemenea, numeroase apariții în programele de televiziune, inclusiv To Tell the Truth (în care panelistKitty Carlisle a trebuit să se recunoască, cei doi cunoscându-se în perioada de glorie a lui Hunter). De asemenea, a avut un rol inițial în Remember My Name, un film din 1978 al lui Alan Rudolph, pentru care producătorul Robert Altman i-a însărcinat să scrie și să interpreteze coloana sonoră. 

## Viața personală
În 1919, Hunter s-a căsătorit cu Willard Saxby Townsend, un fost soldat care mai târziu a devenit un lider de muncă pentru manipulatorii de bagaje prin Frăția Internațională a Capelor Roșii, dar căsătoria a fost de scurtă durată.  S-au despărțit în câteva luni, deoarece Hunter nu a vrut să renunțe la cariera ei. Au divorțat în 1923. 
Hunter era lesbiană, dar nu și-a manifestat public orientarea sexuală. În august 1927, a călătorit în Franța, însoțită de Lottie Tyler, nepoata cunoscutului comedian Bert Williams. Hunter și Tyler se întâlniseră la Chicago cu câțiva ani mai devreme. Relația lor a durat până la moartea lui Tyler, mulți ani mai târziu. 
Alberta Hunter este înmormântată în cimitirul și mausoleul Ferncliff din Hartsdale, comitatul Westchester, New York (secțiunea Elmwood, parcela 1411), locația multor morminte ale celebrităților. 
Viața lui Hunter a fost documentată în Alberta Hunter: My Castle's Rockin' (film TV din 1988), un documentar scris de Chris Albertson și povestit de pianistul Billy Taylor, și în Cookin' at the Cookery, un musical biografic de Marion J. Caffey, care a făcut un turneu în Statele Unite în ultimii ani cu Ernestine Jackson în rolul lui Hunter. Viața și relația lui Hunter cu Lottie Tyler sunt reprezentate în piesa Leaving the Blues de Jewelle Gomez , produsă de compania de teatru TOSOS din New York City în 2020.  Rosalind Brown (din distribuția originală a filmelor Footloose și One Mo' Time).) joacă rolul Albertei Hunter în Leaving the Blues.
Alberta Hunter a fost inclusă în Blues Hall of Fame⁠(d) în 2011 și în Memphis Music Hall of Fame în 2015. Albumul lui Hunter, Amtrak Blues, a fost onorat de Blues Hall of Fame în 2009. 

## Discografie
- Cântece pe care le-am învățat pe mama ta cu Lucille Hegamin și Victoria Spivey (Prestige Bluesville, 1962)
- Remember My Name (Columbia, 1978)
- Amtrak Blues (Columbia, 1980)
- The Glory of Alberta Hunter (Columbia, 1982)
- Căutați căptușeala de argint (Columbia, 1983)
- Legendarul vânător din Alberta: Sesiunile de la Londra 1934 (DRG, 1991)
- Alberta Hunter cu Lovie Austins Blues Serenaders – Chicago: The Living Legends (Original Blues Classics 1961)
- Ion Dărănuță(clasa 8-a C)-armwrestler, luptător, scriitor, cititor de cărți l alimba română. El cel mai mult iubește mâna lui dreaptă..

## Filmografie
- Goldman, Stuart A.; Albertson, Chris; Taylor, Billy; Hunter, Alberta; Churchill, Jack; Cohen, Robert M.; Alfier, Mary (2001). Alberta Hunter: My Castle's Rockin'. New York: Vizualizați videoclipul. 1988 documentar de performanță.  ISBN  978-0-803-02331-4 . OCLC 49503904 .
- Santee, Clark; Santee, Delia Gravel; Conover, Willis; Hunter, Alberta; Allen, Gary (2005). Alberta Hunter Jazz la Smithsonian. Shanachie Entertainment. Spectacol live la Auditoriumul Baird al Instituției Smithsonian pe 29 noiembrie 1981. ISBN 978-1-561-27270-9 . OCLC 58996219

1. 1 2  Alberta Hunter, Internet Broadway Database, accesat în 9 octombrie 2017
2. 1 2  Autoritatea BnF, accesat în 10 octombrie 2015
3. 1 2  Alberta Hunter, FemBio-Datenbank[*]
4. 1 2  Alberta Hunter, Find a Grave, accesat în 9 octombrie 2017
5. 1 2  Alberta Hunter, Encyclopædia Britannica Online, accesat în 9 octombrie 2017
6. ↑  Biographical Dictionary of Afro-American and African Musicians[*] Verificați valoarea |titlelink= (ajutor)
7. ↑   https://www.blackpast.org/african-american-history/hunter-alberta-1895-1984/ Lipsește sau este vid: |title= (ajutor)
8. ↑  Find a Grave, accesat în 18 iunie 2024